# Anomia (zaburzenie mowy)
Anomia, afazja nominalna, afazja amnestyczna – zaburzenie mowy, znamionuje się trudnością w nazywaniu pokazywanych przedmiotów. Chory zdaje sobie sprawę, z jakim przedmiotem ma do czynienia i do czego on służy, ale jakby "zapomina" jego nazwy. Jeśli choremu podpowiedzieć niewłaściwą nazwę, natychmiast to zauważy, natomiast nazwę właściwą potwierdza i powtarza. Zasadniczo biorąc również i mowa spontaniczna bywa w tych przypadkach nie całkiem sprawna. Chorzy unikają precyzyjnych nazw i często posługują się opisami.
Afazja amnestyczna występuje niekiedy jako zejście afazji ruchowej, bywa również izolowana. Umiejscowienie zasadniczego ogniska w tych przypadkach nie jest ściśle ustalone. Niektórzy postulują uszkodzenie w obrębie połączeń ośrodków czuciowych i ruchowych mowy, inni połączeń z okolicą wzrokową lub uszkodzeń styku płata skroniowego, ciemieniowego i potylicznego w lewej półkuli.